# 大甲溪發電廠天輪分廠
大甲溪發電廠天輪分廠，為一座位於臺灣台中市和平區天輪里的水力發電廠，舊稱天輪發電廠，後台電成立大甲溪發電廠並將該廠納入旗下管理後，該發電廠全名改為台灣電力公司大甲溪發電廠天輪分廠。廠區坐落在大甲溪中游與支流東卯溪合流處、中部橫貫公路22.5公里處，為大甲溪流域水力發電系統中最先興建之發電廠，目前廠區內一共包括天輪電廠及新天輪電廠，而大甲溪發電廠之行政中心及遙控中心亦設於天輪分廠。

## 沿革

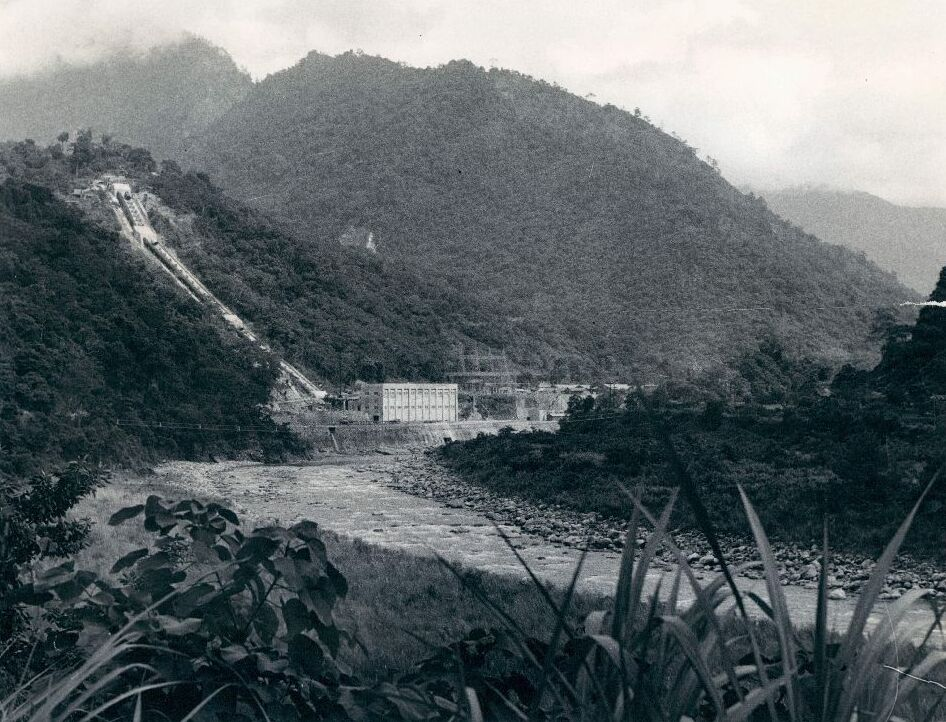
1957年的天輪發電廠。

天輪發電廠的前身為台灣日治時期的1941年由日本殖民政府規劃興建的水力發電廠之一， 原名稱為「天冷發電所」，然由於第二次世界大戰末期物資短缺，故於1944年停工，總計土木工程完成百分之七十。
台灣戰後時期的1948年，天冷水力發電工程由台灣電力公司成立「天冷工程處」負責修復，天輪發電廠是台電公司第一座獲得美援大手筆資助的工程。承美援協助貸款，接續日人之大甲溪電源開發計畫，繼續興建並完成四部機組，1950年動工興建，工程中以長3,401公尺的第八號隧道最為艱巨，為當年全台間距最長且斷面最大的隧道。1952年8月完成第一部機。1952年9月9日由當時中華民國總統蔣介石視察時定名為「天輪發電總廠」，是戰後台灣第一項大型電力工程。1952年10月動工興建第二部機組，並於1953年8月併聯發電。1955年將上游的天輪壩改建提高蓄水位，形成調整池。1955年增設第三部機組，於1956年發電，每部機組二萬六千五百瓩，三部機組總發電量達79,500瓩，成為台灣當時僅次於大觀發電廠的第二大水力發電廠。1977年8月增設第四部機組，於1978年11月30日併聯運轉。

### 新天輪發電廠
1988年1月，台電公司進行「新天輪發電工程」，1993年10月，新天輪工程進行併聯發電竣工試驗時突然發生爆炸，不幸造成包括副處長、廠長等六人死亡、二十五人受傷。1996年11月，新天輪電廠完工運轉。

## 設施

### 天輪發電廠
天輪電廠的攔河堰為其上游的天輪壩調整池，引水隧道長10.34公里，其中重力式隧道為8.45公里、壓力式隧道為1.889公里，壓力鋼管有四支，每支長度為336.3公尺，外觀呈綠色，四支沿著山壁穿過台8線中橫公路下方後至廠房。另外並有進水口、沉沙池、平壓塔及渡槽。天輪電廠之廠房為地面式，裝置有豎軸法蘭西斯式水輪發電機四部，每部22,500瓩（22.5MW），合計裝置容量為90,000瓩（90MW）。

### 新天輪發電廠
新天輪電廠，即天輪發電廠第五部機組，則屬地下式電廠，係截取谷關電廠部分發電尾水，廠內設有一部豎軸法蘭西斯式水輪發電機組，該五號機之裝置容量達105,500瓩（105MW），為台灣目前慣常水力發電廠中單機容量最大者。總計天輪分廠總裝置容量達19.5萬瓩（195MW）。

## 發電機組
| 名稱              | 發電機型號                     | 水輪機型號                          | 機組數量 | 發電方式 | 設計水頭（公尺） | 用水量（CMS） | 容量（MW） | 位置         | 商轉日期      | 狀態   |
| ----------------- | ------------------------------ | ----------------------------------- | -------- | -------- | ---------------- | ------------- | ---------- | ------------ | ------------- | ------ |
| 一號機            | 日本日立製交流式同步發電機     | 日本日立製豎軸法蘭西斯式水輪機      | 1        | 調整池式 | 171              | 17            | 22.5       | 臺中市和平區 | 1979年3月12日 | 運轉中 |
| 二號機            | 日本三菱製交流式同步發電機     | 日本三菱製豎軸法蘭西斯水輪機        | 1        | 調整池式 | 171              | 17            | 22.5       | 臺中市和平區 | 1953年8月1日  | 運轉中 |
| 三號機            | 日本三菱製交流式同步發電機     | 日本三菱製豎軸法蘭西斯水輪機        | 1        | 調整池式 | 171              | 17            | 22.5       | 臺中市和平區 | 1952年9月     | 運轉中 |
| 四號機            | 日本日立製交流式同步發電機     | 日本日立製豎軸法蘭西斯式水輪機      | 1        | 調整池式 | 171              | 17            | 22.5       | 臺中市和平區 | 1956年4月9日  | 運轉中 |
| 五號機 （新天輪） | 日本三菱電機製交流式同步發電機 | 瑞士Vevey公司製豎軸法蘭西斯式水輪機 | 1        | 調整池式 | 176              | 70            | 105        | 臺中市和平區 | 1996年4月30日 | 運轉中 |

## 受損與復原
- 1999年9月，九二一大地震的造成新天輪電廠引水隧道口碎石阻塞水流而影響發電。而超高壓變電所設備則嚴重損壞而癱瘓，電力無法輸送。
- 2004年7月2日因為敏督利颱風引進強烈的西南氣流形成七二水災，造成天輪及新天輪電廠受創，其中新天輪電廠的渡槽遭到大水沖毀而無法引水，而天輪廠房也泡水，導致天輪及新天輪電廠無法發電。2007年6月修復完成，天輪發電廠始恢復運轉發電。

## 圖集

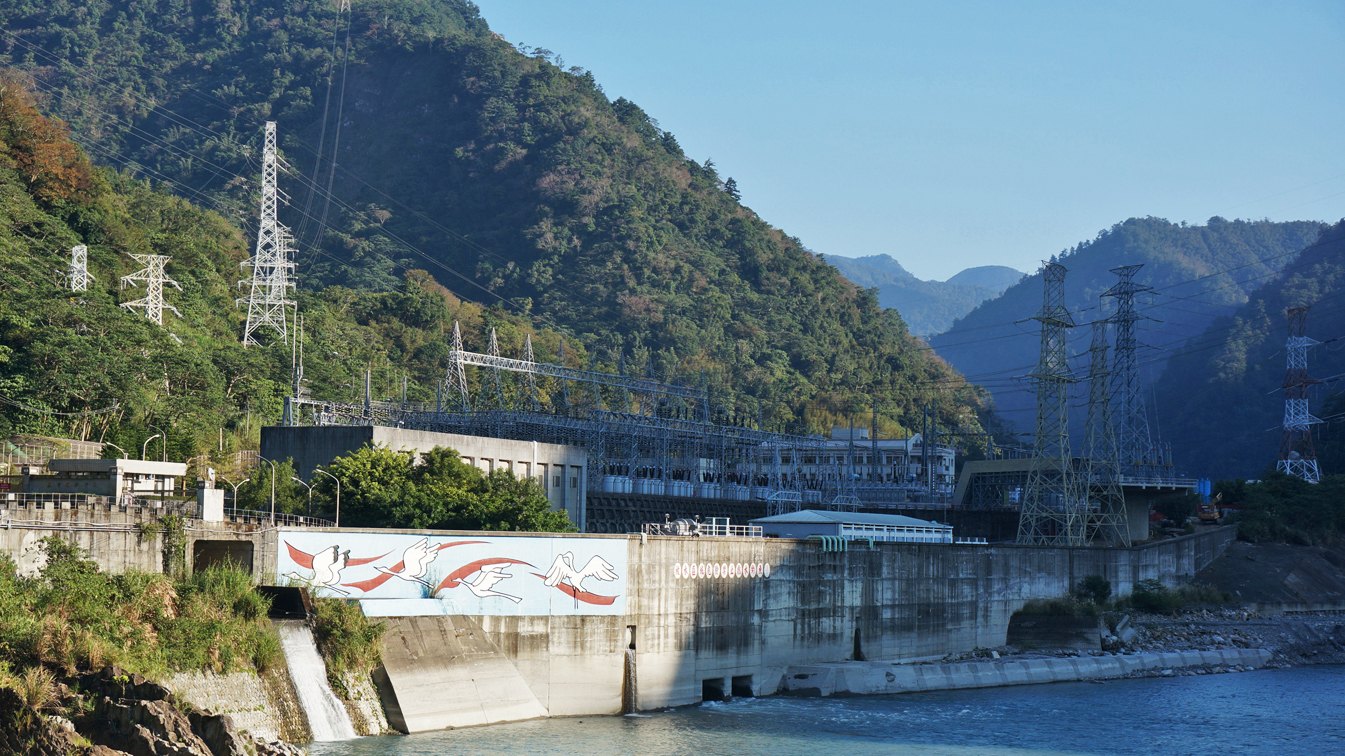
從大甲溪遙望天輪分廠。
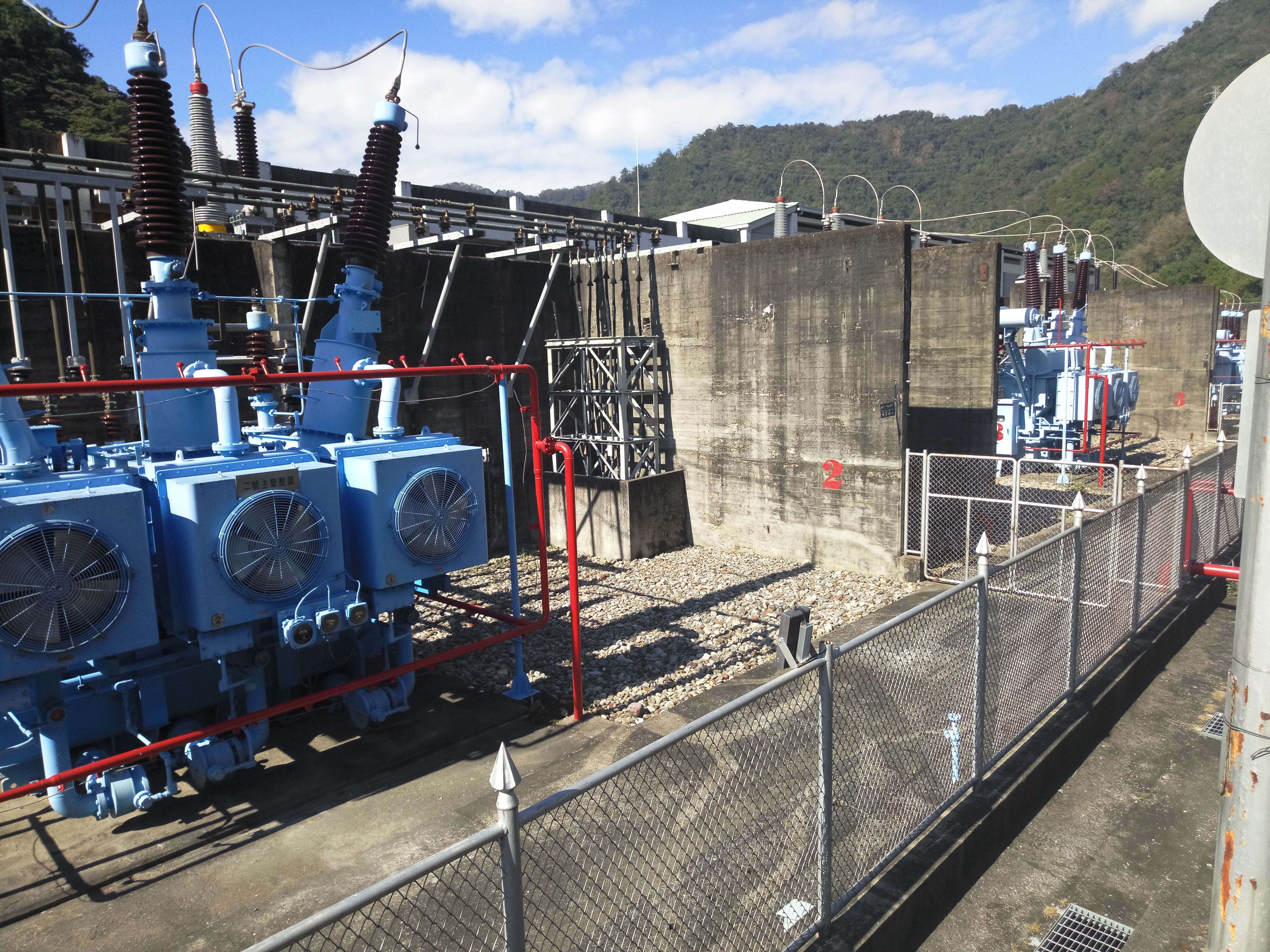
天輪分廠一號至四號機主變壓器。
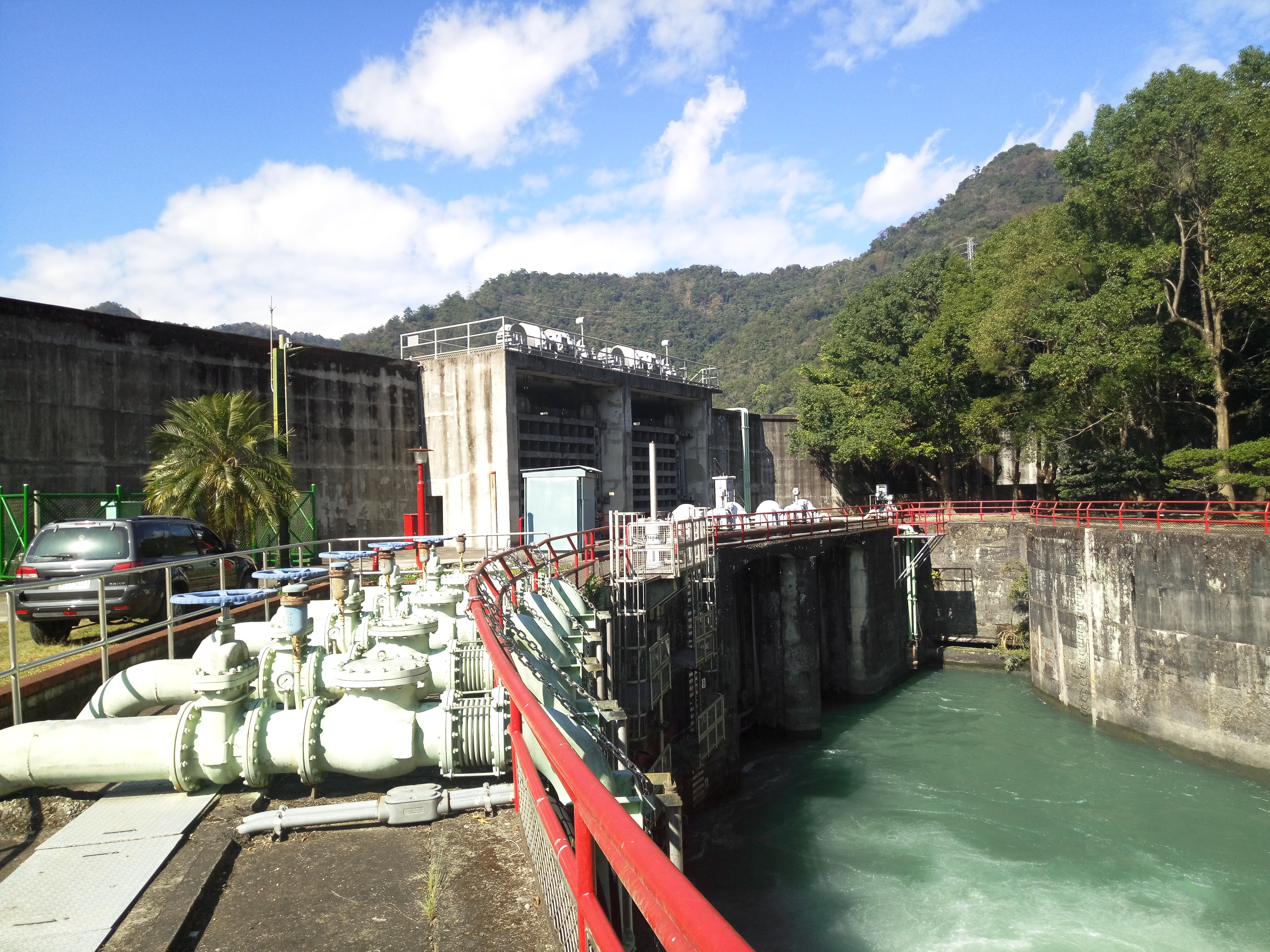
天輪分廠一號至四號機發電尾水排放閘門。
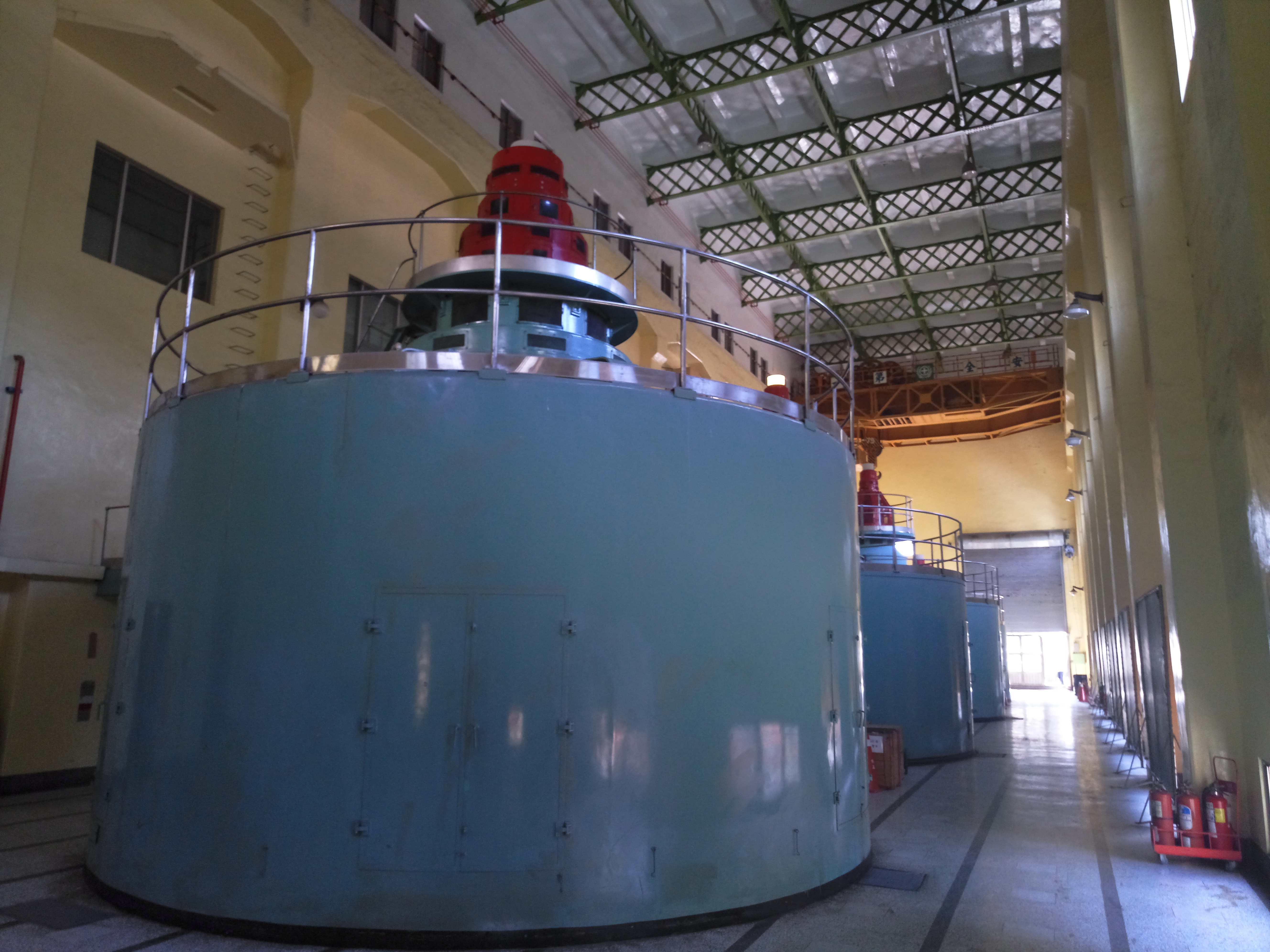
天輪分廠一號至四號發電機。
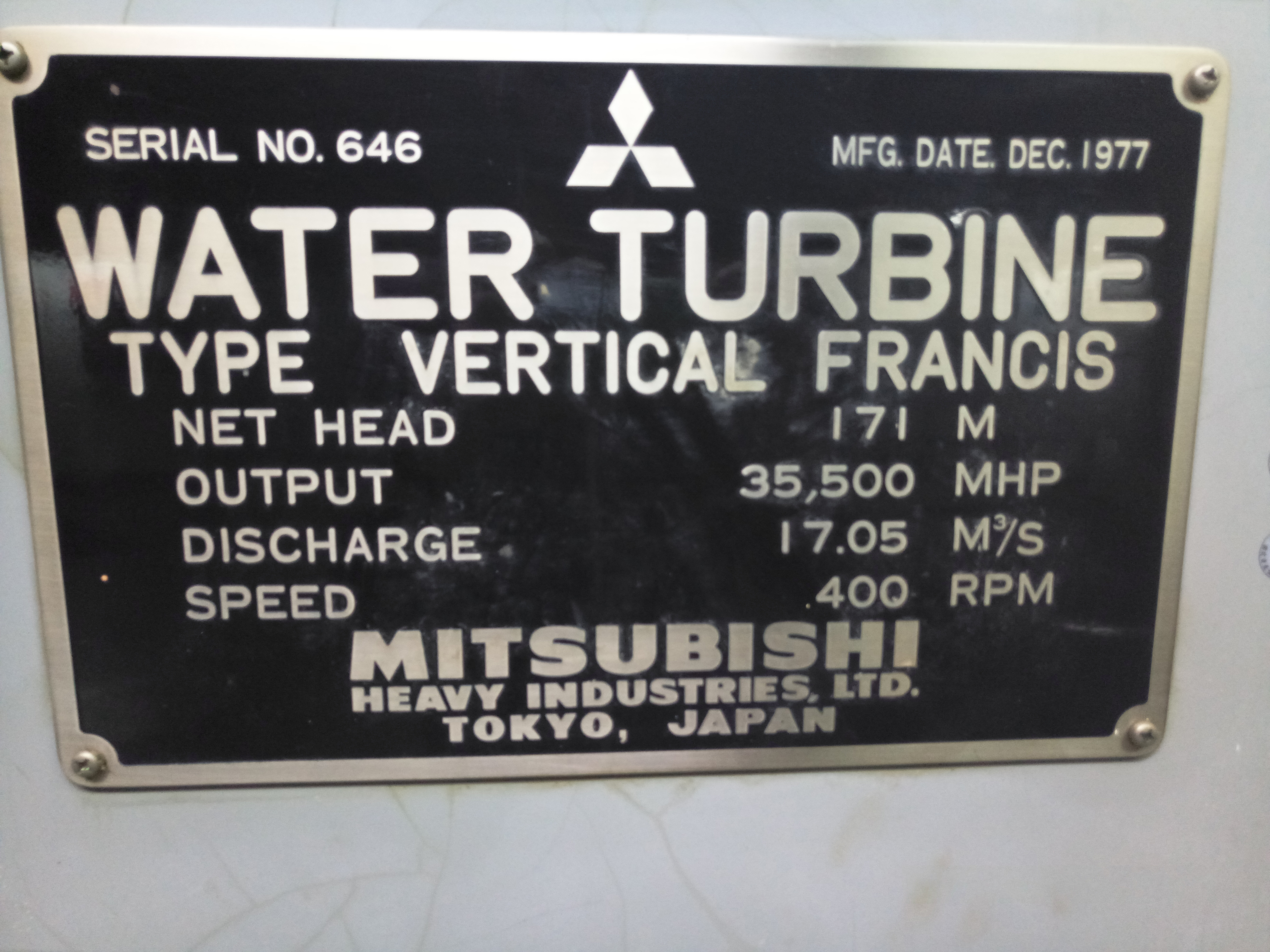
天輪分廠水輪機銘板。
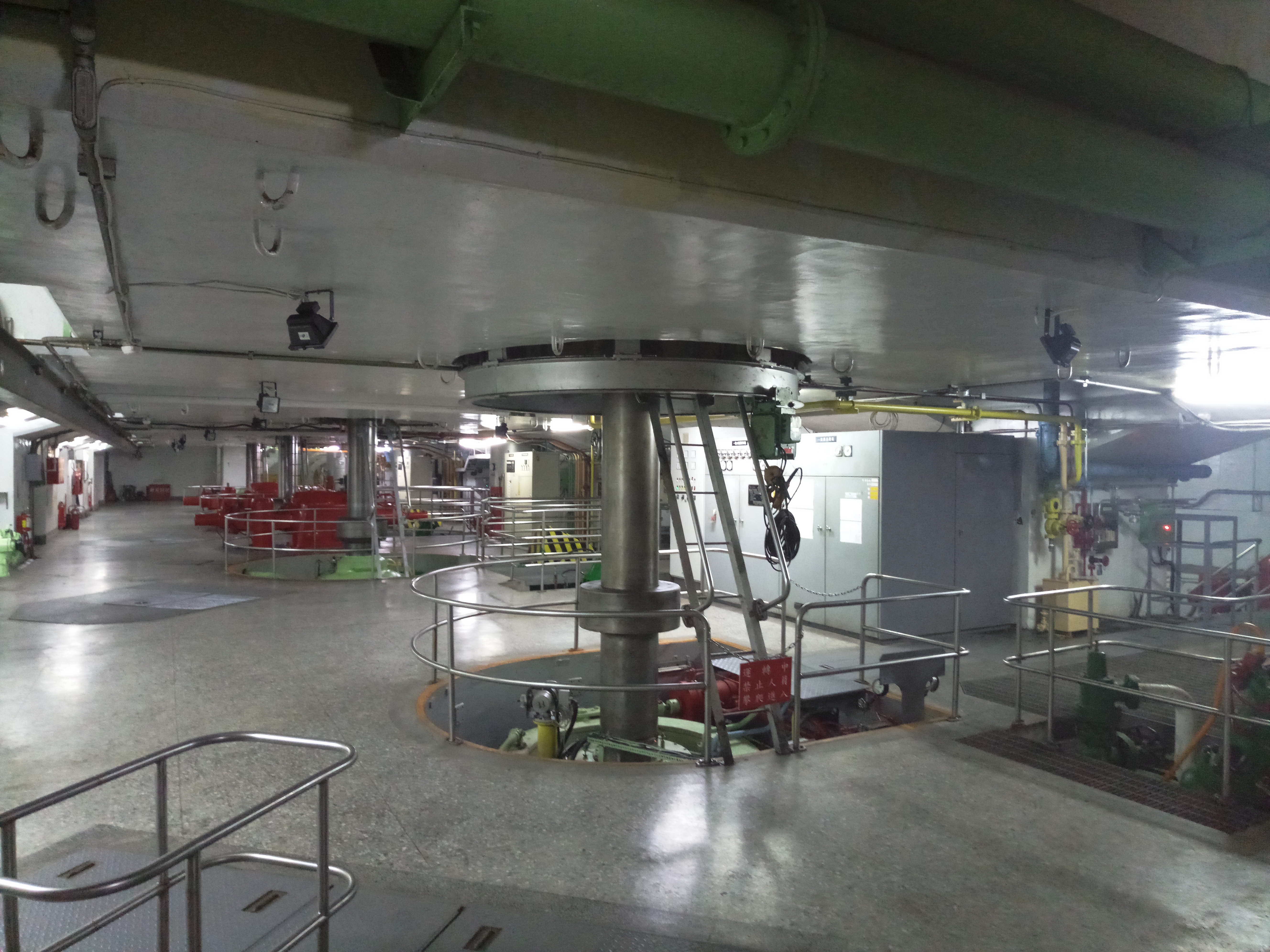
天輪分廠一到四號機水車室。
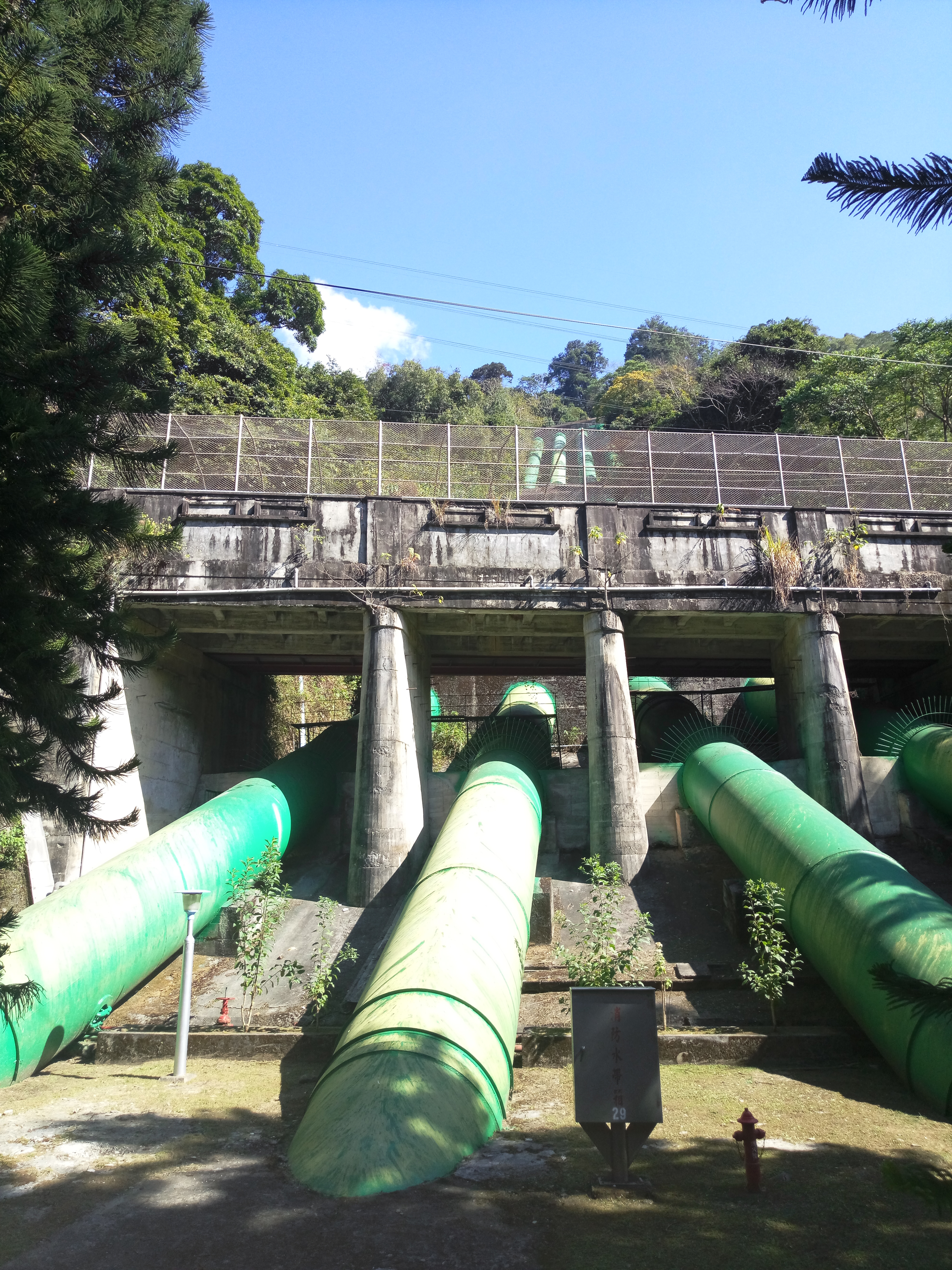
天輪分廠一到四號機壓力鋼管。
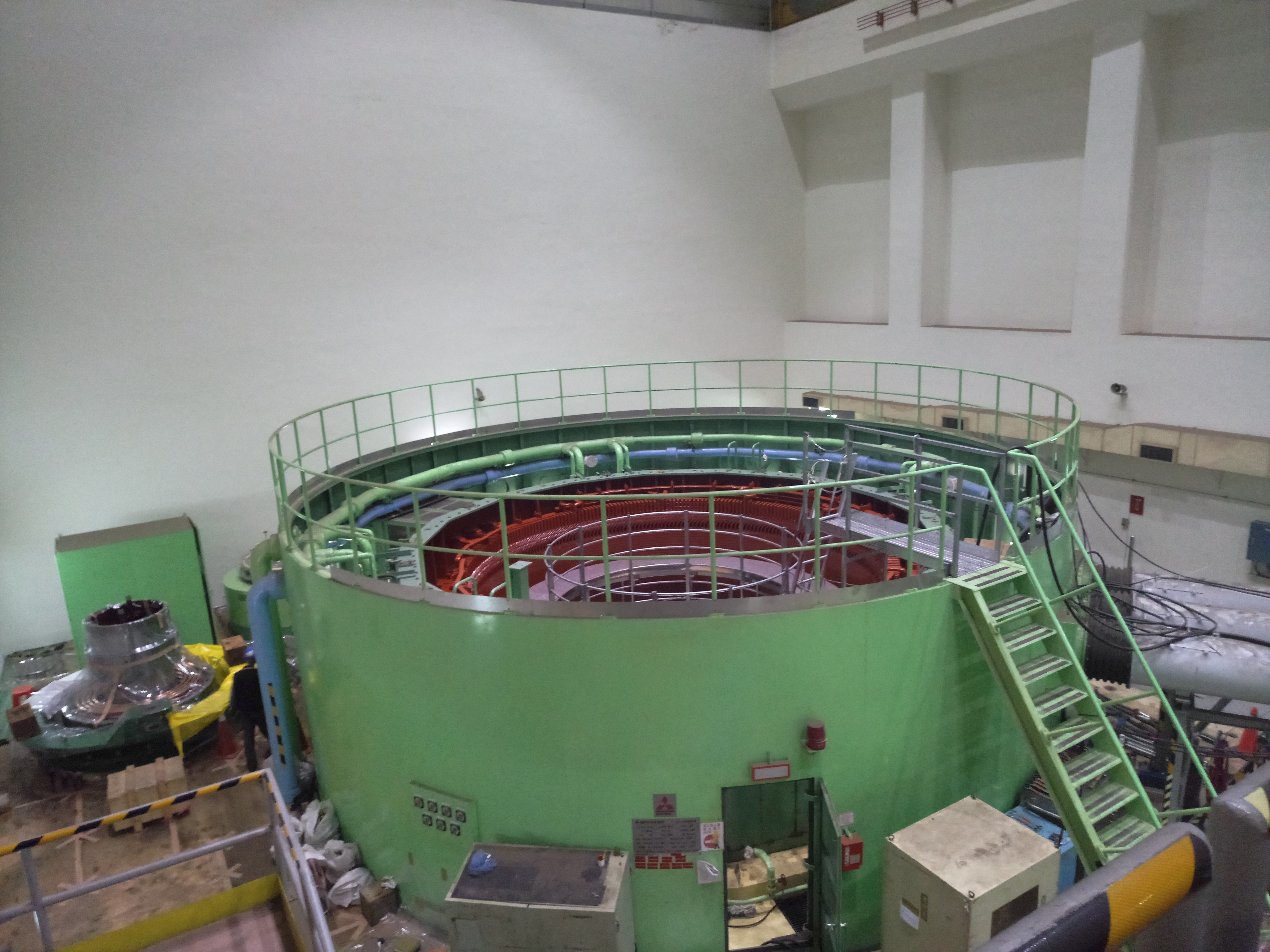
歲修中的新天輪發電廠發電機組，也就是天輪5號機。
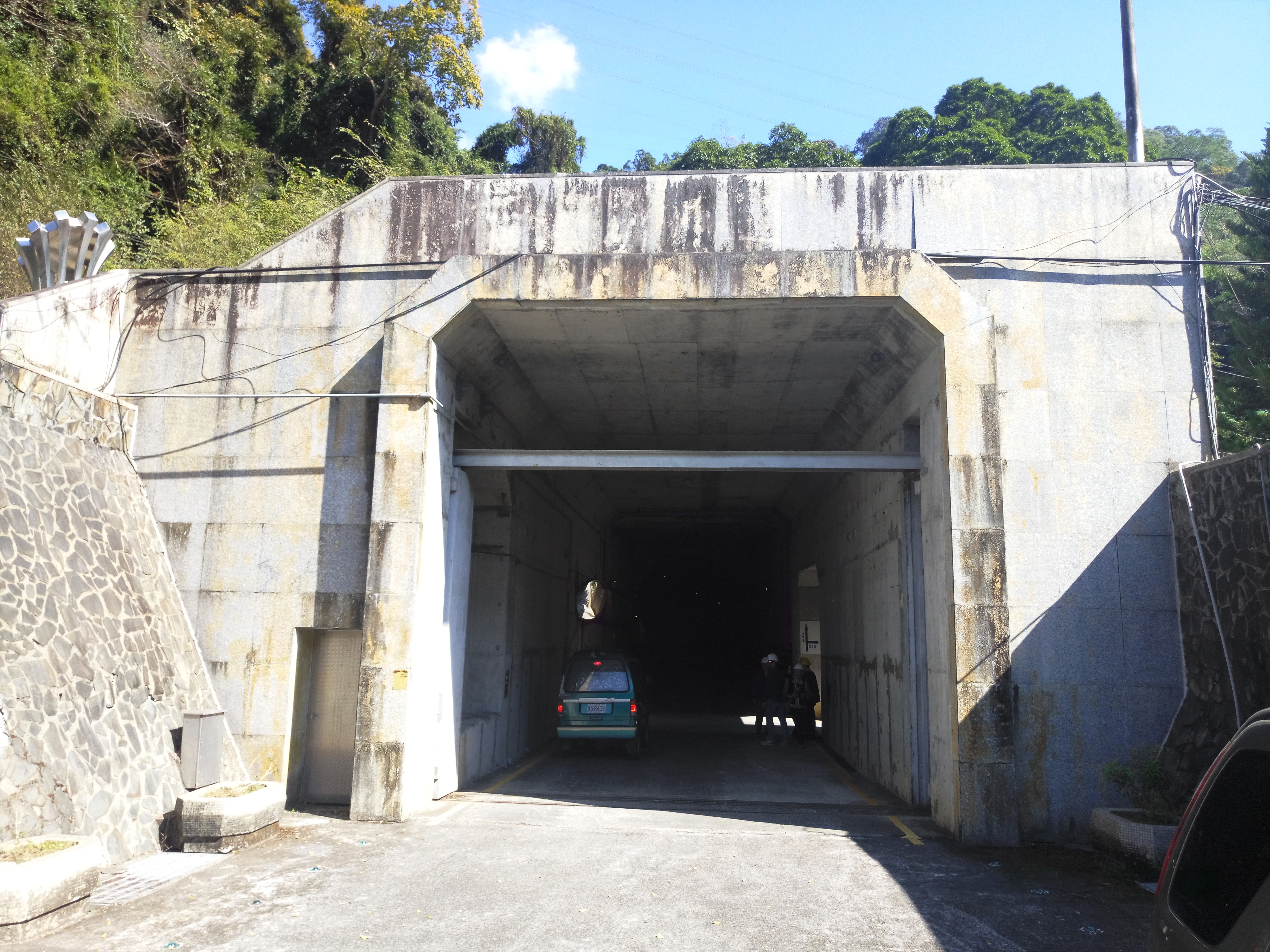
新天輪發電廠地下廠房通道入口。

## 鄰近景點與設施
- 白冷圳取水口
- 天冷部落
- 白冷部落

## 外部連結
- （繁體中文）大甲溪發電廠（页面存档备份，存于）
- （繁體中文）大甲溪發電廠簡介 - 台灣電力公司（页面存档备份，存于）